# Sicilian Connection
Sicilian Connection è un film del 1987 diretto da Tonino Valerii.

## Trama
In seguito all'apertura di una fabbrica di automobili giapponesi in Sicilia, il capo dell'azienda viene rapito da mafiosi siciliani.